# BBC Radio 1
BBC Radio 1 – brytyjska ogólnokrajowa stacja radiowa należąca do publicznego nadawcy, BBC. Powstała w roku 1967, kiedy to uznano, że dotychczasowy kanał radiowy BBC poświęcony muzyce popularnej - BBC Light Programme - nie jest wystarczająco atrakcyjny dla młodych słuchaczy, którzy preferują rozmaite rozgłośnie pirackie. Light Programme został więc podzielony na dwie nowe stacje - adresowane do młodzieży Radio 1 i przeznaczone dla nieco starszego odbiorcy BBC Radio 2. BBC Radio 1 z 9,6 milionami słuchaczy w ostatnim kwartale 2016 roku było trzecią pod względem słuchalności stacją w Wielkiej Brytanii - wyprzedziły ją Radio 2 i Radio 4.
W założeniach grupę docelową Radio 1 miały stanowić osoby w wieku 16 - 24 lata. W praktyce jednak, w ostatnich latach średnia wieku słuchaczy zbliża się do trzydziestki, zaś tych młodszych przejmuje siostrzana stacja - BBC 1Xtra. Serwisy informacyjne wyraźnie różnią się od innych programów spod znaku BBC News - są prezentowane bardziej dynamicznie, inny jest także dobór tematów. Stacja prezentuje szeroki miks gatunków muzycznych, uwzględniający takie style jak rock, house, world music, pop czy rap. 
BBC Radio 1 jest dostępne w Wielkiej Brytanii poprzez analogowe i cyfrowe nadawanie naziemne. Można je także znaleźć na brytyjskich i amerykańskich platformach cyfrowych oraz w Internecie.

## Logo
Obecne logo BBC Radio 1 używane jest od września 2007. Logo przypomina czarne logo BBC, a pod nim napis "RADIO". Na prawo od nich znajduje się czarne koło (w środku biała cyfra 1). W niektórych miejscach (na przykład aplikacji mobilnej BBC iPlayer Radio) używane jest samo koło.